# Lepista ricekii
Lepista ricekii är en svampart som beskrevs av Bon 1983. Lepista ricekii ingår i släktet Lepista och familjen Tricholomataceae.   Inga underarter finns listade i Catalogue of Life.